# 田北辰
田北辰，BBS，JP（1950年8月26日—），香港政治人物及商人，人稱田二少，是前新民黨成員，現任港區全國人大代表、香港立法會議員（新界西北），是縱橫二千集團（經營G2000品牌）創辦人及董事會主席、實政圓桌召集人。他曾任香港荃灣區議會愉景選區議員。他是田元灝家族成員，其兄為前萬泰集團董事會主席、自由黨榮譽主席以及立法會議員田北俊。
田北辰曾經擔任多項公職，包括九廣鐵路公司管理局主席（2001年12月24日至2007年12月1日）、語文教育及研究常務委員會主席（2000年11月10日至2009年6月30日）及僱員再培訓局主席（2005年4月1日至2009年3月31日）等等。2012年，他代表新民黨參加2012年香港立法會選舉出戰新界西地區直選，結果成功以37,808票當選，2016年再以新民黨名義參選，成功連任。2017年4月，他因與黨主席葉劉淑儀不和，宣佈退出新民黨。

## 九鐵時期
田北辰擔任九鐵管理局主席期間，曾在傳媒面前聲稱與行政總裁楊啟彥「不是朋友」及引發「九鐵兵變」等惹起社會爭議。
2016年6月，田北辰接受訪問，提及他出任九鐵主席的生涯，表示沒有平衡傳媒要求、社會要求和員工要求。他亦問政府有關九鐵主席的角色，代表政府監察九鐵、還是代表社會監察管理層、還是代表員工謀福祉，結果政府沒有代表回答有關問題。由於沒有指引，田北辰表示自己變成監察者的角色。他認為九鐵是「怪物」，因為九鐵是政府全資擁有公司，但要保持審慎商業原則。
他亦表示，當時西門子事件認為楊啟彥是無辜，但由於表示公正持平，不是徇私，所以他才說與行政總裁楊啟彥「不是朋友」。事後覺得他自己做一些事情的目的是為別人著想，但忽略別人感受，表示兩項也同樣重要。

### 為前九鐵引入月票制度
現時香港鐵路所推行的月票制度，是由田北辰首先引入。2004年起，田北辰陸續為由九廣鐵路公司管理的西鐵、東鐵及馬鐵路線推出「全月通」月票計劃。當時不少九鐵管理層均質疑月票的成效，但結果最終證明「全月通」能令乘客節省金錢外，亦為九鐵增加收益。
即使早已離開九鐵，但近年田北辰亦有向港鐵公司施壓，要求推出東涌綫月票及各路線通用的「全港通」月票優惠。東涌綫的「全月票」已於2012年由港鐵公司推出，而「全港通」則仍未得到港鐵承諾會實現。

### 8分鐘延誤通報制度
過往九鐵只會通報延誤超過20分鐘的事故，田北辰將須通報的延誤時限大幅降低至8分鐘，即如服務受影響超過8分鐘，就會通知傳媒，讓準備乘坐鐵路的乘客盡快知道服務出現問題。對九鐵員工及管理層而言，提升服務卻令他們增加了不少工作壓力，但對從乘客角度，他們普遍認同田北辰制定的8分鐘延誤通報措施。
自兩鐵合併後，不少市民均埋怨現時港鐵公司未遵守當時由九鐵制定的8分鐘延誤通報，亦是他們懷念九鐵年代的原因之一。

### 「時值票價」
2004年10月15日，東鐵延長至尖東站。田北辰在立法會交通事務委員會向立法會議員講解尖東站票價時，不少立法會議員批評由新界東乘東鐵到市區都是劃一收費，只是延長一個站，不應該增加收費(增加$3.5)。田北辰指東鐵延長後，乘客可以節省時間，是物有所值。

### 回應九鐵票價事件
2004年，田北辰於電台首次承認本港目前的交通費昂貴。他說：「香港成本高，要興建鐵路，就要收這樣的金錢，否則需要別人津貼，一是政府津貼，或是社會福利署津貼，如果交通費貴，政府或福利署可能要津貼市民，但興建鐵路的金錢，不是天跌下來的。」在烽煙節目中，有位許小姐批評馬鐵建議的票價，沒有顧及乘客的承受能力：「做生意是否要求成本平衡有利益，不理大眾市民的負擔。」田北辰回應：「如果你覺得貴，可以有其他選擇，我們的鐵路公司不是社會福利機構，希望許小姐明白。」

### 票價令人「驚喜」
2004年，九鐵公布馬鐵票價時，公布乘搭馬鐵過海至中環收17.4元、馬鞍山至大圍收5.8元，較現時乘巴士和小巴便宜快捷。田北辰形容票價令人「驚喜」，極具競爭力，矢言要搶馬鞍山區內的24％乘客，即約每天19萬人次。

### 永遠供不應求的鐵路服務
離開九鐵管理局主席後，田北辰在2014年5月為香港電台時事節目鏗鏘集接受實地考察，承認港鐵和輕鐵的載客量已經飽和，批評再擴展路線的壞處。他也表示：隨著西鐵綫落成使用，與部分輕鐵路線重疊，令載客人數遠超預期，甚至令港鐵和輕鐵的載客量已經超出負荷，加上新輕鐵從交訂單，建造新車卡至投入服務需時六年，令輕鐵永遠趕不上人口增長。

## 自由黨時期
田北辰在2008年加入自由黨，同年9月夥拍九龍城區議員何顯明參與2008年香港立法會選舉的九龍西直選，最後得13,011票（6.30%）落敗，後擔任該黨中常委。
2010年11月19日，因大家樂工資爭議及支持立法订立最低工資等，與黨內立法會功能組別議員如張宇人等出現嚴重分歧，他宣佈退出自由黨。

## 新民黨時期
2010年12月15日與葉劉淑儀、史泰祖等創立新民黨，擔任副主席。

### 窮富翁大作戰
田北辰曾參與錄製港台真人騷節目窮富翁大作戰，不但要負責掃街，更要住籠屋。節目原定體驗三天兩晚，可田北辰過了一晚，便表示「已經體驗」，宣告退出，成為節目第一位「捱唔住」而退出的嘉賓。做兩日窮人，連大家樂也負擔不起，需吃「隔夜」腸仔包。拍攝前他先交出財物，製作人員每日只給他50元，並安排他做時薪25元的食環署外判清潔工作。首天他搭過海通宵巴士開工已用了13元，清理幾個垃圾桶後，以為已到午膳時間，卻發現只過了兩小時，「做兩個鐘好似做咗四個鐘咁」，一日要掃街九小時。體驗過低下階層生活，田北辰表示，「27、28元時薪只是勉強足夠，22元一定不行」，他又感歎「市場，不一定有公義」。他說此次經歷讓他體會低學歷、低技術人士過着非人生活，弱者越來越慘，認為不應事事靠市場主導，政府應更照顧窮人。

### 2011年區議會選舉
2011年香港區議會選舉，田北辰以「人做唔好，我做！」為競選口號，參選荃灣區議會愉景選區，挑戰盤據該區12年、尋求第四度連任的民主黨王銳德。最終，田北辰以2,256票（53%），贏得議席。

### 2012年立法會選舉
2012年7月，田北辰在新界西代表成立不足兩年的新民黨，以「講真話，做實事」為口號，帶領張慧晶、黃卓健、何建昌組成團隊參選立法會選舉。作為前九鐵管理局主席，田以新界西改善交通、教育及書簿費改革等為重點議題，最終以37,808票，與在港島區參與的黨友葉劉淑儀雙雙當選，令該黨在立法會的議席增至2名。
田北辰在2000年至2009年間擔任語文教育及研究常務委員會主席，他認為香港學校「用普通話教中文科」是大勢所趨，語常會於2007年通過撥款2億港元，在香港中小學推行「普通話教中文試驗計劃」。

### 反對以特權法查高鐵
2014年5月，立法會質詢廣深港高速鐵路香港段工程延誤，身兼鐵路事宜小組主席的田北辰，反對引用特權法，調查高鐵香港段工程延誤事件。田北辰擔心，用特權法調查事件會令港鐵有藉口再拖慢工程，又批評提出建議的議員是為了增加曝光率。
2014年底，港鐵再提交報告，顯示高鐵進一步嚴重超支，田北辰改稱或支持引用《特權法》調查項目。

### 政改投票分歧
2015年6月17至18日，立法會討論及表決政改方案。27名泛民主派議員表明反對，加上醫學界梁家騮決定投反對票，議案難以獲三分之二議員支持通過。當天建制派為了等待遲到的劉皇發一起表決，包括田北辰在內大部份建制派離場，意圖令會議流會，讓劉趕及回來。然而部份建制派並未有一起離場，導致會議有足夠人數繼續進行，最後立法會大比數否決政改方案。事後建制派議員紛紛到香港中聯辦交待事件。
事後田北辰撰文解釋事件，指當日建制派的「船」出現了洞，其中三十三人團結修補，但亦有八名船員「不顧一切登上救生艇」，見死不救。田稱該八人自救成功，不理其餘葬身大海的人。翌日，有份留下投票的田北俊受訪時反駁弟弟的指責「荒謬」，稱當時「決定不跳船就沒事，跳了船才有事」。與田北俊同屬自由黨的周梁淑怡其後於社交網頁貼文，指田北辰從九鐵風波至現在「作風如一」，又認為他應該「跟大隊」與新民黨主席葉劉淑儀一起痛哭道歉。

### 2016年立法會選舉
田北辰代表新民黨在新界西參選2016年立法會選舉地區直選，競逐連任。2016年9月1日田北辰於個人社交網站專頁以「［我都忍夠了］ 鐵路票價睇真啲 篤數抹黑冇咁易」為題發文，稱多次被同區候選人朱凱廸攻擊，指朱欺騙市民「西鐵訂價比東鐵貴」，批評對方亂扣帽子、為選舉不擇手段。同時附上一幅自己及以「某候選人」稱呼朱凱廸的鐵路票價比較圖。田北辰與朱凱廸比較不同鐵路的訂價，以由頭站搭到尾站車程的全長公里，除以成人票價收費，計算出鐵路的訂價。惟二人在計算東鐵訂價時有所分歧。田北辰提出應計算來往羅湖至紅磡的車程，因全長為41.1公里、票價$40，得出每公里訂價高達$0.97，比西鐵的$0.64貴很多。並批評朱凱廸只計上水至紅磡的車程，全長37.7公里、票價$11，剔除票價極高（$29）的過境段，得出每公里訂價只需$0.29是「篤數」。貼文一出即被網民圍攻批評，一日內便有4千5百多個「嬲嬲」表情符號。有網民指出「從來過境段係特別收費唔會計係常識囉」。

### 退出新民黨
黨主席葉劉淑儀競逐行政長官提名失敗後，田北辰向葉劉淑儀和其他資深黨員發電郵，要求主席請辭並由他接任主席，但葉劉淑儀拒絕。
2017年4月10日早上，田北辰召開記者會宣布退出他有份創立的新民黨，將與屯門區議員蘇嘉雯、朱耀華，葵青區議員徐曉杰、吳家超、元朗區議員陳思靜及荃灣區議員鄭捷彬一同退黨。他表示，他與新民黨主席葉劉淑儀的意見理念不合，退黨念頭存在已久，但一直希望不影響葉太參選特首，因此在特首選舉後才正式思考前路，以對黨及葉劉淑儀造成的負面影響減至最低。他指，新界西團隊從領導層得知其退黨意願，加速其退黨計劃，但明言「各位應自行決定去留，不受他人左右」。

## 實政圓桌時期

### 支持習近平恢復終身制
2018年在任香港特別行政區全國人大36名代表之一，實政圓桌一席，支持中共中央向十三屆全國人大提議修改憲法，其中包括刪除國家主席和副主席的連任限制，經十三屆全國人大第一次會議表決通過。由於中共中央總書記和中央軍委主席兩大實權職位本身沒有連任限制，修憲等同為習近平終身連任鋪平道路。

### 反對逃犯條例修訂草案運動期間言行
田北辰一直反對《逃犯條例》修訂硬闖立法會，又認同就警察執法問題成立獨立調查委員會徹查事件。
2019年12月底，時任行政長官林鄭月娥拍攝回顧短片田北辰直指，田北俊批評林鄭了無新意，如果作為「阿仔」角色，會覺得林鄭影片令人感覺「好煩」又指動亂由林鄭一手造成，但至今竟無任何官員被問責，並批評林鄭無視市民心聲，令社會繼續撕裂。

### 支持國安法
田北辰反對《逃犯條例》修訂條例，但於2020年5月28日全國人大表決通過制訂「港區國安法」投下贊成票，並認為一些宣揚港獨而未有行為的活動也應該一併制止。

### 倡檢討區選提名方式
田北辰倡檢討區選提名方式。建議政府要舉辦簡介會，讓參選人向提名人講解政綱，形容連提名人見面會都無，「何來選舉」。

## 港區全國人大代表
除身兼立法會及區議會議員外，田北辰亦先後當選第十一至第十三屆港區全國人大代表。
- 2009年新疆武警扣押香港記者事件
  - 2009年香港記者在內地採訪新疆騷亂及趙連海事件期間，接連遭受暴力對待，在報章撰文為港記發聲，還在兩會期間提案，孰促國家維護香港記者在內地採訪的人權。
- 李旺陽事件
  - 2012年6月，維權人士李旺陽事件疑團四起，田北辰兩度政函全國人大常委會，要求調查事件，並杜絕地方政府有法不依。他認同當中有多個疑點，「我和很多香港人一樣，不知地方政府搞乜鬼」。
- 溫州動車追尾事故
  - 2011年7月29日，田北辰更向國務院總理溫家寶自薦參與溫州動車追尾事故調查組，追查事故真相。[39]

## 現時公職
- 香港立法會議員
- 扶貧委員會委員
- 中華人民共和國第十一屆全國人民代表大會港區代表
- 香港管理專業協會李國寶中學校董會主席
- 新界鄉議局顧問
- 新界總商會會務顧問
- 香港新界四邑同鄉會永遠名譽會長
- 香港臺山同鄉會（港島分會）名譽會長
- 蘇州總會成員
- 元朗區家長教師會聯會名譽顧問

## 過往公職
- 九廣鐵路公司管理局主席（2001年12月24日至2007年12月1日）
- 僱員再培訓局主席
- 語文教育及研究常務委員會主席
- 人力發展委員會委員
- 教育統籌委員會委員
- 技能提升計劃零售業行業小組主席
- 財政司轄下營商諮詢委員會小組主席
- 職業訓練局批發、零售、進出口訓練小組主席
- 師訓與師資諮詢委員會教師專業適切性諮詢小組主席
- 香港理工大學設計學院諮詢委員會主席
- 廣播事務管理局委員
- 香港生產力促進局議事會會員
- 教育署教育基金諮詢委員會會員
- 香港聯合交易所上市委員會交替會員
- 香港康體發展局會員
- 公益金董事

## 其他

### 「無舖老闆」營商哲學
田北辰是連鎖時裝店G2000老闆，但他不惜捱貴租，奉行「租而不買」的開舖原則。「無舖老闆」的理想緣於田北辰在哈佛商學院所學，當時一位教授說：「要搞零售屹立不倒，千萬不要自購舖位」。田認為零售、尤其是時裝行業首重創意，不斷推陳出新，才能站得住腳，試問有舖在手，誰還會花心思在產品、服務的創新上？「無舖」也就成為田北辰的經營哲學。多年來只有在2008年金融海嘯，他擔心加租狂潮下香港生意全盤無法經營，才破例買舖，為香港生意堅守一點血脈。

### 参与穷富翁大作战录制
田北辰在2010年时参与穷富翁大作战录制，感受社会下层困境并体悟：
- “没有学历、技术的人，为了活下去，不是住笼屋就是要工作到半夜，但对于他们，最重要事情是下一顿吃什么，怎么会有时间和精力去思考未来怎么发展？”
- “来来去去都在死胡同！”
- “在强弱悬殊的情况下，只有弱者越弱，越来越惨”
- “我感觉，这个社会是在极严厉的惩罚读不成书的人，我们一直在追求金融型经济、知识性经济，这些人怎么办？他们不是在做一些无所谓的工作！”

## 外部連結
- 田北辰facebook專頁（页面存档备份，存于）
- 田北辰個人網站(失效連結已可用:2018年8月27日)
- 縱橫二千集團 G2000（页面存档备份，存于）
- 田北辰 - 博客館 - 港人講地 (speakout.hk) （页面存档备份，存于）
- 窮富翁大作戰II 第2集(田北辰掃街)(上集)（页面存档备份，存于）
- 窮富翁大作戰II 第2集(田北辰掃街)(下集)（页面存档备份，存于）